# Daniele Monterosi
Daniele Monterosi (Roma, 28 maggio 1981) è un attore italiano.

## Biografia
Nato nella periferia romana, nel 2004 viene selezionato per entrare nella Scuola Nazionale di Cinema, Centro sperimentale di cinematografia - sotto la supervisione artistica di Giancarlo Giannini - dove si diploma nel 2006. Dal 2007 lavora in produzioni teatrali, cinematografiche e televisive nazionali e internazionali, interpretando figure di potere e di ferita con delicatezza e intensità. Recita in italiano e in inglese.

### Carriera
Nel 2004 viene selezionato per entrare al Centro sperimentale di cinematografia, Scuola Nazionale di Cinema, dove si diploma nel 2006.
Nel 2007 viene scelto da Piero Maccarinelli per interpretare il protagonista nello spettacolo teatrale Il romanzo di Ferrara, ultima opera teatrale di Tullio Kezich.
Nel 2008 esordisce al cinema con Michele Placido nel film Il grande sogno, presentato alla 66ª Mostra del Cinema di Venezia. Sempre nel 2008 esordisce in televisione nel cast di R.I.S. - Delitti imperfetti, de La ladra, diretto da Francesco Vicario e in alcuni spot televisivi diretti da Luca Miniero e Paolo Genovese.
Tra il 2009 e il 2011 si divide tra cinema, teatro e televisione. Fa parte del cast del film televisivo La leggenda del bandito e del campione, per la regia di Lodovico Gasparini, di Mai per amore di Marco Pontecorvo nell'episodio Ragazze del Ragazze in Web, accanto a Carolina Crescentini e Francesca Inaudi, ed è protagonista di un episodio di R.I.S. Roma - Delitti imperfetti. Al cinema è uno dei personaggi principali ne L’isola dell’angelo caduto di Carlo Lucarelli, film che viene presentato alla Festa del cinema di Roma nel 2012.
Nel 2014 è accanto a Francesca Inaudi e Giovanni Scifoni nello spettacolo teatrale Molto rumore per nulla, diretto da Giancarlo Sepe. Contemporaneamente è protagonista di un episodio in Che Dio ci aiuti, diretto da Francesco Vicario ed è nel cast di diverse fiction come Don Matteo e Lampedusa - Dall'orizzonte in poi di Marco Pontecorvo.
Tra il 2016 e il 2017 è al cinema con Le memorie di Giorgio Vasari di Luca Verdone, Quando corre Nuvolari di Tonino Zangardi, Oh mio Dio! di Giorgio Amato, Il tuttofare di Valerio Attanasio e Finché giudice non ci separi di Toni Fornari e Andrea Maia.
Nel 2017 interpreta Silvano nella terza stagione di Gomorra - La serie.
Nel 2018 è presente nel cast nelle fiction Rai Non dirlo al mio capo di Riccardo Donna, Nero a metà di Marco Pontecorvo e Una pallottola nel cuore, accanto a Gigi Proietti, per la regia di Luca Manfredi. 
Nel 2019 - al cinema - è tra i protagonisti, insieme a Giovanni Scifoni, del film Mò vi mento - Lira di Achille di Francesco Gagliardi e Stefania Capobianco. È nel cast del film A mano disarmata di Claudio Bonivento, accanto a Claudia Gerini e Francesco Venditti.
Nel 2021 è nel cast della serie TV Vita da Carlo, di Arnaldo Catinari e Carlo Verdone, accanto a Carlo Verdone e del film House of Gucci, accanto a Lady Gaga, diretto da Ridley Scott.
Nel 2022 è nel cast della serie TV Circeo su Paramount+, diretto da Andrea Molaioli, nel cast di Power of Rome, accanto a Edoardo Leo, per la regia di Giovanni Troilo e nel cast del film Ipersonnia (film) di Alberto Mascia, accanto a Stefano Accorsi.
Nel 2023 è nel cast del film Prima di andare via, diretto da Massimo Cappelli e della serie TV Unwanted, diretta dal regista Oliver Hirschbiegel.
Nel 2024 è tra i personaggi principali della serie tv "Last to brake", 6 episodi diretti dal regista Simon Kaijser in onda su Yle, nel cast di Estomago 2 diretto da Marcos Jorge e del film Il tempo che ci vuole diretto da Francesca Comencini. È nel cast del videogioco Indiana Jones e l'antico cerchio in cui interpreta il personaggio di Benito Mussolini.

## Filmografia

### Cinema
- Il grande sogno, regia di Michele Placido (2009)
- L'isola dell'angelo caduto, regia di Carlo Lucarelli (2011)[8]
- Quando corre Nuvolari, regia di Tonino Zangardi (2016)
- Le memorie di Giorgio Vasari, regia di Luca Verdone (2016)
- Niente di serio, regia di Laszlo Barbo (2017)
- Oh mio Dio!, regia di Giorgio Amato (2017)
- Finché giudice non ci separi, regia di Toni Fornari e Andrea Maia (2017)
- Il tuttofare, regia di Valerio Attanasio (2018)
- Mò vi mento - Lira di Achille, regia di Francesco Gagliardi e Stefania Capobianco (2018)
- A mano disarmata, regia di Claudio Bonivento (2019)
- House of Gucci, regia di Ridley Scott (2021)
- Power of Rome, regia di Giovanni Troilo (2022)
- Ipersonnia, regia di Alberto Mascia (2022)
- Prima di andare via, regia di Massimo Cappelli (2023)
- Estomago 2, regia Marcos Jorge (2024)
- Il tempo che ci vuole, regia di Francesca Comencini (2024)

### Televisione
- R.I.S. - Delitti imperfetti – serie TV, episodio 5x18 (2009)
- La ladra – serie TV, episodio 1x03 (2010)
- La leggenda del bandito e del campione, regia di Lodovico Gasparini – miniserie TV (2010)
- Mai per amore, regia di Marco Pontecorvo – miniserie TV, episodio 1x02 (2012)
- R.I.S. Roma - Delitti imperfetti – serie TV, episodio 3x16 (2012)
- Amanda Knox, regia di Robert Dornhelm – film TV (2011)
- Le inchieste dell'ispettore Zen – serie TV, episodi Vendetta e La cripta (2013)
- Don Matteo – serie TV, episodio 9x17 (2014)
- Cesare Battisti - L'ultima fotografia, regia di Graziano Conversano – documentario (2014)
- Che Dio ci aiuti – serie TV, episodio 3x17 (2014)
- Lampedusa - Dall'orizzonte in poi, regia di Marco Pontecorvo – miniserie TV (2016)
- Gomorra - La serie – serie TV, episodio 3x02 (2017)[9][10]
- Nero a metà – serie TV, episodio 1x01 (2018)
- Non dirlo al mio capo – serie TV, episodio 2x06 (2018)
- Una pallottola nel cuore – serie TV, episodio 3x02 (2018)
- La fuggitiva, regia di Carlo Carlei – miniserie TV, episodio 1x01 (2021)
- Ei fu. Vita, conquiste e disfatte di Napoleone Bonaparte, regia di Graziano Conversano – docufiction (2021)
- Vita da Carlo – serie TV (2021)
- Circeo, regia di Andrea Molaioli – miniserie TV (2022)
- Unwanted - Ostaggi del mare, regia di Oliver Hirschbiegel – miniserie TV (2023)
- Last to Brake, regia Simon Kaijser - serie TV (2024)

### Cortometraggi
- Lubrifica nos domine, regia di Ivan Silvestrini (2006)[11]
- Desassosego, regia di Marcello Merletto (2007)
- Il pranzo del disastro, regia di Stefano Landini (2015)[12]
- Respira, regia di Laszlo Barbo (2016)[13]
- Qualcosa di nuovo, regia di Edoardo Mariantoni (2016)
- L'inchiesta, regia di Vincenzo Capone (2016)

### Videogiochi
- Indiana Jones e l'antico cerchio (2024); versione originale

## Teatro
- Bash di Neil LaBute, regia di Silvio Peroni (2007)
- Pagliacci, regia di Silvio Peroni (2007)
- Scene dal nuovo mondo di Eric Bogosian, regia di Tiziano Panici (2007)
- Il romanzo di Ferrara di Tullio Kezich, regia di Piero Maccarinelli (2008)[14]
- Voci nel deserto di Marco Melloni (2009)
- Dignità autonome di prostituzione, regia di Luciano Melchionna (2011)
- Impresa di Famiglia di Pierpaolo Palladino, regia di Pietro Bontempo (2011)[15]
- Molto rumore per nulla di William Shakespeare, regia di Giancarlo Sepe (2014)
- Bohemian Symphony - Orchestral Queen Tribute, direzione artistica di Giacomo Vitullo (2017-2020)
- Daniele Racconta, regia Daniele Monterosi e Piji Siciliani (2020)

## Programmi televisivi
- Insieme (Rai Storia, 2020)

## Media
- con Luca Verdone, Brutius Selby e Livia Filippi, Le memorie di Giorgio Vasari, Twelve Entertainment, 2018, OCLC 1103613073.